# Завистовская, Вероника
Вероника Завистовская (пол. Weronika Zawistowska; род. 17 декабря 1999, Варшава) — польская футболистка, нападающий клуба «Бавария» и сборной Польши.

## Клубная карьера
Футболом начала заниматься в 2007 году в столичном клубе «УКС Бродно», где была единственной девушкой в команде ребят. Через несколько месяцев перешла в команду «МУКС Прага».
В июле 2015 года подписала профессиональный контракт с «Гурником» (Ленчна). За первые два сезона дважды становилась серебряным призёром национального чемпионата и дважды выходила в финал национального Кубка. В следующие два года «Гурник» с Завистовской становились чемпионами Польши, а в сезоне 2017/2018 выиграли Кубок Польши. В августе 2018 года она с «Гурником» полетела в Шотландию, где приняла участие в отборочном турнире Лиги чемпионов, где в 3 матчах отличилась одним голом. Команда из Ленчни заняла 3 место в группе и не вышла в плей-офф.
В июле 2019 года перешла в «Чарни Сосновец». В сезоне 2019/20, прерванном из-за пандемии COVID-19, вместе с командой заняла третье место в национальном чемпионате и дошла до финала национального Кубка, в котором её клуб проиграла со счетом 0:1 «Гурнику» (Ленчна).
В апреле 2021 года она подписала 3-летний контракт с мюнхенской «Баварией». В первом же сезоне была отдана в аренду в «Кёльн». В Бундеслиге дебютировала 28 августа 2021 года в ничейном выездном поединке против «Эссена» (1:1).

## Карьера за сборную
За национальную сборную Польши дебютировала 31 августа 2018 года в победном выездном товарищеском матче против сборной Беларуси (4:1).

### Голы за сборную
| №  | Дата             | Место                                                   | Соперник    | Счёт | Результат | Турнир                  |
| -- | ---------------- | ------------------------------------------------------- | ----------- | ---- | --------- | ----------------------- |
| 1. | 23 октября 2020  | Стадион Полонии, Варшава                                | Азербайджан | 1–0  | 3–0       | Квалификация на ЧЕ 2022 |
| 2. | 23 октября 2020  | Стадион Полонии, Варшава                                | Азербайджан | 2–0  | 3–0       | Квалификация на ЧЕ 2022 |
| 3. | 14 июня 2021     | Картагонова, Картахена                                  | Чехия       | 4–0  | 5–0       | Товарищеский матч       |
| 4. | 21 сентября 2021 | Республиканский стадион имени Вазгена Саркисяна, Ереван | Армения     | 1–0  | 1–0       | Квалификация на ЧМ 2023 |
| 5. | 19 февраля 2022  | Городской стадион, Гдыня                                | Венгрия     | 1–1  | 1–2       | Кубок Пинатара 2022     |
| 6. | 7 апреля 2022    | Ла-Манга, Ла-Манга                                      | Армения     | 2–0  | 12–0      | Квалификация на ЧМ 2023 |
| 7. | 7 апреля 2022    | Ла-Манга, Ла-Манга                                      | Армения     | 9–0  | 12–0      | Квалификация на ЧМ 2023 |

## Достижения

### «Гурник»
- Чемпионка Польши: 2017/18, 2018/19
- Обладательница Кубка Польши: 2017/18